# نظرية رياضية للتواصل
«نظرية رياضية للتواصل» (بالإنجليزية: A Mathematical Theory of Communication)هو مقال بقلم عالم الرياضيات كلود إي شانون نُشر في مجلة بيل سيستم التقنية في عام 1948. غُيّر اسمها إلى النظرية الرياضية للاتصال في كتاب عام 1949 الذي يحمل نفس الاسم، وهو تغيير صغير ولكنه مهم في العنوان بعد إدراك عمومية هذا العمل. أصبحت واحدة من أكثر المقالات العلمية التي استُشهد بها وأدت إلى مجال نظرية المعلومات.

## نشر
كانت المقالة بمثابة العمل التأسيسي لمجال نظرية المعلومات. نُشر لاحقًا في عام 1949 ككتاب بعنوان The Mathematical Theory of Communication (ISBN 0-252-72546-8)، والذي نُشر كغلاف ورقي في عام 1963 (ISBN 0-252-72548-4). يحتوي الكتاب على مقال إضافي بقلم وارين ويفر، يقدم نظرة عامة على النظرية لجمهور أكثر عمومية.

## محتويات
حدد مقال شانون العناصر الأساسية للتواصل:
- مصدر معلومات ينتج رسالة.
- جهاز إرسال يعمل لإنشاء إشارة يمكن إرسالها عبر قناة.
- قناة، وهي الوسيط الذي يتم من خلاله إرسال الإشارة، التي تحمل المعلومات التي تتكون منها الرسالة.
- جهاز استقبال يحول الإشارة مرة أخرى إلى الرسالة المعدة للتسليم.
- وجهة، يمكن أن تكون شخصًا أو آلة.

كما طور مفاهيم إنتروبيا المعلومات والتكرار، وقدم مصطلح بت (الذي نسبه شانون إلى جون توكي) كوحدة معلومات. وفي هذا البحث أيضًا اقتُرح تقنية ترميز شانون فانو - وهي تقنية طُورت بالاشتراك مع روبرت فانو.